# NGC 1725
NGC 1725 este o galaxie lenticulară situată în constelația Eridanul. A fost descoperită în 10 noiembrie 1885 de către Edward Emerson Barnard. Se află la o distanță de 53,02 de megaparseci de Pământ.